# Холоватка (присілок)
Холова́тка (рос. Холоватка) — присілок у складі Опарінського району Кіровської області, Росія. Входить до складу Опарінського міського поселення.
Населення становить 6 осіб (2010, 12 у 2002).
Національний склад станом на 2002 рік — росіяни 92 %.